# Diócesis de Chicoutimi
La diócesis de Chicoutimi (en latín: Dioecesis Chicoutimien(sis) y en francés: Diocèse de Chicoutimi) es una circunscripción eclesiástica latina de la Iglesia católica en Canadá, sufragánea de la arquidiócesis de Quebec. La diócesis tiene al obispo René Guay como su ordinario desde el 18 de noviembre de 2017. 

## Territorio y organización
La diócesis tiene 91 150 km² y extiende su jurisdicción sobre los fieles católicos de rito latino residentes en parte de la región administrativa de Saguenay–Lac-Saint-Jean de la provincia de Quebec.
La sede de la diócesis se encuentra en el barrio de Chicoutimi en la ciudad de Saguenay, en donde se halla la Catedral de San Francisco Javier.
En 2019 en la diócesis existían 65 parroquias.

## Historia
La diócesis fue erigida el 28 de mayo de 1878 con el breve Arcano divinae providentiae del papa León XIII separando territorio de la arquidiócesis de Quebec.
El 24 de noviembre de 1945 cedió la porción de la Côte-Nord entre Tadoussac y Natashquan para la erección de la diócesis del Golfo de San Lorenzo (hoy diócesis de Baie-Comeau).
El 31 de mayo de 2007 amplió su territorio, incluyendo territorios que antes pertenecían a la diócesis de Amos.

## Estadísticas
De acuerdo al Anuario Pontificio 2020 la diócesis tenía a fines de 2019 un total de 249 874 fieles bautizados.
| Año                                                                             | Población            | Población | Población      | Sacerdotes | Sacerdotes    | Sacerdotes    | Bautizados por sacerdote | Diáconos permanentes | Religiosos | Religiosos | Parroquias |
| Año                                                                             | Bautizados católicos | Total     | % de católicos | Total      | Clero secular | Clero regular | Bautizados por sacerdote | Diáconos permanentes | Varones    | Mujeres    | Parroquias |
| ------------------------------------------------------------------------------- | -------------------- | --------- | -------------- | ---------- | ------------- | ------------- | ------------------------ | -------------------- | ---------- | ---------- | ---------- |
| 1950                                                                            | 205 000              | 206 600   | 99.2           | 332        | 268           | 64            | 617                      |                      | 320        | 1380       | 96         |
| 1959                                                                            | 230 500              | 231 600   | 99.5           | 407        | 308           | 99            | 566                      |                      | 390        | 1460       | 90         |
| 1966                                                                            | 256 702              | 257 860   | 99.6           | 472        | 337           | 135           | 543                      |                      | 321        | 1491       | 94         |
| 1970                                                                            | 254 363              | 258 063   | 98.6           | 458        | 324           | 134           | 555                      |                      | 388        | 1378       | 95         |
| 1976                                                                            | 258 124              | 260 434   | 99.1           | 401        | 286           | 115           | 643                      |                      | 262        | 1059       | 94         |
| 1980                                                                            | 268 779              | 271 170   | 99.1           | 355        | 264           | 91            | 757                      | 4                    | 220        | 986        | 95         |
| 1990                                                                            | 274 017              | 277 999   | 98.6           | 290        | 217           | 73            | 944                      | 24                   | 153        | 820        | 96         |
| 1999                                                                            | 262 417              | 265 833   | 98.7           | 238        | 189           | 49            | 1102                     | 33                   | 105        | 665        | 96         |
| 2000                                                                            | 260 317              | 265 171   | 98.2           | 235        | 186           | 49            | 1107                     | 34                   | 105        | 655        | 96         |
| 2001                                                                            | 262 677              | 265 986   | 98.8           | 220        | 172           | 48            | 1193                     | 35                   | 79         | 635        | 95         |
| 2002                                                                            | 260 915              | 264 486   | 98.6           | 211        | 170           | 41            | 1236                     | 38                   | 75         | 624        | 95         |
| 2003                                                                            | 260 915              | 264 486   | 98.6           | 203        | 162           | 41            | 1285                     | 39                   | 80         | 617        | 91         |
| 2004                                                                            | 258 692              | 262 317   | 98.6           | 199        | 160           | 39            | 1299                     | 39                   | 69         | 575        | 85         |
| 2006                                                                            | 258 085              | 260 428   | 99.1           | 181        | 146           | 35            | 1425                     | 40                   | 59         | 528        | 70         |
| 2013                                                                            | 267 700              | 274 000   | 97.7           | 160        | 135           | 25            | 1673                     | 40                   | 45         | 387        | 66         |
| 2016                                                                            | 275 000              | 282 000   | 97.5           | 133        | 112           | 21            | 2067                     | 43                   | 35         | 332        | 65         |
| 2019                                                                            | 249 874              | 261 471   | 95.6           | 114        | 96            | 18            | 2191                     | 43                   | 27         | 287        | 65         |
| Fuente: Catholic-Hierarchy, que a su vez toma los datos del Anuario Pontificio. |                      |           |                |            |               |               |                          |                      |            |            |            |

## Episcopologio
- Dominique Racine † (28 de mayo de 1878-28 de enero de 1888 falleció)
- Louis Nazaire Bégin † (1 de octubre de 1888-18 de diciembre de 1891 nombrado obispo auxiliar de Quebec[4])
- Michel-Thomas Labrecque † (8 de abril de 1892-11 de noviembre de 1927 renunció[5])
- Charles-Antonelli Lamarche † (17 de agosto de 1928-22 de enero de 1940 falleció)
- Georges-Arthur Melançon † (24 de mayo de 1940-11 de febrero de 1961 renunció[6])
- Marius Paré † (18 de febrero de 1961 por sucesión-5 de abril de 1979 renunció)
- Jean-Guy Couture † (5 de abril de 1979-19 de junio de 2004 retirado)
- André Rivest (19 de junio de 2004-18 de noviembre de 2017 retirado)
- René Guay, desde el 18 de noviembre de 2017